# Metapneumovirus
Metapneumovirus è un genere di virus a singolo filamento negativo di RNA, appartenente all'ordine Mononegavirales, famiglia Pneumoviridae.

## Tassonomia
Appartengono al genere Metapneumovirus le specie:
- Avian metapneumovirus (Metapneumovirus aviario)
- Human metapneumovirus (Metapneumovirus umano)

La specie tipo è l'Avian metapneumovirus, noto per essere l'agente eziologico della rinotracheite del tacchino. L'altra specie, Human metapneumovirus, è l'agente eziologico di circa il 10% delle bronchioliti e delle polmoniti infantili. Il genoma è simile a quello degli Pneumovirus; se ne differenzia perché mancano i geni delle proteine strutturali NS1 ed NS2, presenti negli Pneumovirus. L'ordine dei geni è: 
3'-N-P-M-F-M2-SH-G-L-5'

## Morfologia
I membri del genere Metapneumovirus sono virus ad RNA a singolo filamento di 13.000 coppie di basi: un genoma più piccolo di quello degli Pneumovirus, ma più grande dei Paramyxoviridae. Il nucleocapside, a simmetria elicoidale, ha uno spessore di circa 13-14 nm ed è avvolto da una membrana lipoproteica. Nonostante il pleiomorfismo, i virioni hanno forma sferica, diametro di 150-200 nm). Le particelle virali sono avvolte da un rivestimento lipidico derivato dalla membrana cellulare della cellula ospite, in cui sono inserite le glicoproteine virali F (di fusione), G (di adsorbimento) ed SH (small hydrophobic), mentre le proteine F e G interagiscono con lo strato di proteine della matrice virale sulla superficie interna della membrana virale.